# Польза философии не доказана, а вред от неё возможен
«По́льза филосо́фии не дока́зана, а вред от неё возмо́жен» — афоризм министра народного просвещения Российской империи П. А. Ширинского-Шихматова.

## Исторические обстоятельства
Фраза эта была произнесена в связи с планами новоназначенного (в 1849 году) министра исключить философию из числа преподаваемых в университетах дисциплин, что и было осуществлено в 1850 году. Это действие вписывалось в общую политику последнего периода царствования Николая I (с 1848 года). Философия как дисциплина и в первую очередь западноевропейская философия рассматривались как источник крамолы.

## Фраза в современной культуре
Наиболее исторически достоверная формулировка — та, которая приведена в заголовке: «Польза философии не доказана, а вред от неё возможен». Однако часто её цитируют неточно.
Возможны и другие варианты. В частности слово «философия» выносится за пределы фразы или заменяется на какое-нибудь другое. Последняя замена, собственно, относится к сознательным изменениям фразы, когда формулировка используется не для критики философии, а для критики чего-либо другого.
При цитировании близко к тексту использование фразы зависит от намерения цитирующего. Если он не согласен с ней, то она служит характерным примером отношения бюрократии и политиков к философии и образованию и науке в целом. В случае согласия фраза является аргументом против философии и бесполезного теоретизирования.
Часто эта фраза ошибочно приписывается С. С. Уварову, который был министром непосредственно перед Ширинским-Шихматовым и является автором другого известного лозунга «Православие, самодержавие, народность», или самому Николаю I.